# Hopi Hoekstra
Danielle Hopi Elizabeth Hoekstra (* 11. Juli 1972) ist eine US-amerikanische Evolutionsbiologin und Alexander Agassiz Professorin für Zoologie an der Harvard University. Außerdem ist sie Kuratorin für Säugetiere am Museum of Comparative Zoology in Harvard.
Hoekstras Familie hat niederländische Vorfahren. Sie ging in Palo Alto zur Schule, studierte Biologie an der University of California, Berkeley (Bachelor-Abschluss in integrativer Biologie 1995) und wurde 2000 an der University of Washington in Zoologie promoviert. Als Post-Doktorandin war sie an der University of Arizona. 2003 wurde sie Assistant Professor an der University of California, San Diego. 2007 wurde sie Associate Professor und 2010 erhielt sie eine volle Professor in Harvard. 2014 bis 2019 ist sie außerdem Harvard College Professor.
2014 wurde sie zusätzlich Forscherin am Howard Hughes Medical Institute. Sie ist im Broad Institute.
Sie untersucht die Genetik der evolutiven Entstehung komplexen Verhaltens. Dabei benutzt sie vor allem Mäuse als Versuchstiere. Beispielsweise lokalisierte sie bei Weißfußmäusen (Peromyscus) vier Stellen im Genom, die die Tunnellänge ihrer Nester festlegen. Dabei kreuzte sie eine Weißfußmausart mit komplexen Tunnelanlagen (einschließlich Fluchttunnel) mit einer, die eher schlichte Bauten erzeugte. Von den vier DNA-Regionen trugen drei (auf Chromosom 1, 2, 20) zur Festlegung der Tunnellänge bei (die aber nicht vollständig erblich festgelegt ist) und eine Region auf Chromosom 5 war dafür verantwortlich, ob ein Fluchttunnel angelegt wurde oder nicht. Weitere Untersuchungen versuchen das Grabverhalten in kleinere Einheiten zu zerlegen um die genaue Art der genetischen Kodierung des Grabverhaltens zu erkunden.
An ihrem Labor werden auch weitere Verhaltensweisen genetisch untersucht. So wurde von ihrem Mitarbeiter Andrés Bedesky das Verhalten bei der Aufzucht der Nachkommen genetisch untersucht und zwölf verschiedene Stellen dafür im Genom lokalisiert, die zum Beispiel für Nestbau oder Zurücktragen der Jungen ins Nest zuständig sind. Acht der zwölf Stellen hatten bei Männchen und Weibchen unterschiedliche Auswirkungen im Verhalten.
In Arbeiten über die Genetik der Fellfarbe von Mäusen (angepasst an die Farbe des Untergrunds ihrer Umgebung) zeigte sie, dass diese durch neun separate Mutationen in einem einzigen Gen (Agouti) verursacht wurden und schon vorher, dass die Änderung einer einzigen Aminosäure zur Farbänderung beiträgt.
1997 publizierte sie über die Wechselwirkung von Bären und Menschen im Yellowstone Park.
Sie ist Mitglied der National Academy of Sciences (2016), der American Academy of Arts and Sciences (2017) und der American Philosophical Society (2018). 2015 erhielt sie den Richard Lounsbery Award und 1998 den Ernst Mayr Award der Society of Systematic Biologists.